# Mohamed Abduh
 (juillet 2014).
Mohamed Abduh (aussi orthographié Muhammad 'Abduh ; en arabe : محمد عبده) (Mahallab al-Nasr, 1849 - Alexandrie, 11 juillet 1905) est un journaliste et théologien égyptien, fondateur avec Djemâl ad-Dîn al-Afghâni du mouvement moderniste islamique. Nommé Grand Mufti d'Égypte en 1899, il est considéré comme le père du mouvement réformiste égyptien.

## Biographie

### Jeunesse
Mohamed Abduh est né à Mahallab al-Nasr en 1849. Originaire d'une famille de fellahs de Basse-Égypte, il a dès son plus jeune âge reçu une éducation musulmane . Il continue ses études à la mosquée Ahmadite à Tanta puis entre en 1866 à l'université al-Azhar où il étudie la logique, la philosophie et le mysticisme. Cette éducation religieuse stricte ne l'empêche pas de se rapprocher du soufisme. Dans son livre, Risâlat al-wâridât (Épître des inspirations mystiques) il réserve à Dieu l'existence réelle et adopte une position proche de celle du monisme d'Ibn Arabi.

### Franc-maçonnerie
En 1868 son nom figure parmi les membres de la Loge du Caire "La Concordia", à l'Obédience de la Grande Loge unie d'Angleterre.
Il rejoint la "Loge Nationale" (Mahfhal al Wattani) affiliée au Grand Orient de France que son Maître Al Afghani avait créée. Quand on demande à Abuh pourquoi il est devenu, comme son professeur Al Afghani, franc-maçon, il répond que c'est dans un "but politique et social" et que la loge de son Maître est connue pour des vues réformistes sur l'islam.

### Théologie et philosophe
Dans un traité de théologie écrit en 1876 sous forme de gloses qui accompagne la profession de foi d'un théologien acharite du XIVe siècle du nom d'Al-Iji, il prêche la tolérance envers les différentes sectes islamiques.
Il y affirme le rôle de la raison comme guide de la vraie foi.
Par ailleurs, des idées philosophiques font leur apparition dans cet ouvrage.
Influencé par le savant perse Djemâl ad-Dîn al-Afghâni, qu'il a rencontré au Caire en 1872, il suivait régulièrement ses conférences. Afghani était un philosophe et un réformateur musulman qui a préconisé dans ses écrits l'union des pays musulmans pour résister au colonialisme européen. Sous l'influence d'Afghani, Abduh a combiné le journalisme, la politique et sa propre fascination pour la spiritualité mystique. Outre al-Afghani, un autre maître eut une influence sur les débuts de 'Abduh : son oncle soufi Darwis Qadr. Découragé par l'enseignement d'Al-Azhar, il fugue. C'est Darwich Qadr qui lui rend le goût des études et de la recherche,. 

### Journalisme
Après s'être lancé dans le journalisme et dans la politique, il écrit plusieurs articles pour le journal cairote Al-Ahram, où il critique la politique mené par le khédive Ismaël.
Il défendait dans ses papiers la renaissance de la civilisation arabo-islamique, le combat contre la domination étrangère, les gouvernements musulmans, la corruption et contre la division au sein de la communauté musulmane. Il défend enfin les sciences modernes et l'idée d'une réforme de la langue arabe.
De 1877 à 1882 il exerce la charge de professeur à l'université islamique "Dâr al-'ulûm". Il y donnait des cours novateurs, pour que les qadis appliquent le droit musulman d'une manière moderne. Il est révoqué de son poste par le khédive Tawfiq qui le nomme rédacteur dans le journal gouvernemental Al-Waqâ'i al-misriya.
Dans ce journal, il écrit plusieurs articles sur l'importance de l'instruction et de la condamnation de la corruption et de la polygamie. Il y affirme également que le régime parlementaire n'est pas incompatible avec l'islam.

### Exil
Après sa participation à la révolte d'Urabi, il est forcé de s'exiler, d'abord au Liban, puis en France. Pendant plus de six ans il n'a plus eu le droit de retourner en Égypte. Abduh a passé plusieurs années de sa vie au Liban où il a travaillé à l'instauration d'un système d'éducation islamique. Il a traduit l'ouvrage d'Afghani Réfutation des matérialistes et dispensé des conférences.
En 1884, il part pour la France où il rejoint Al-Afghani. Eux deux, éditent un journal se voulant porte parole des idées réformistes, Al ‘Urwa al Wuthqa  (« Le lien indissoluble »), qui avait des penchants antibritanniques, et qui était surtout lu par des orientalistes français.

### Retour et action en Égypte
À son retour en Égypte en 1888, Abduh commence sa carrière dans la justice et il est d'abord nommé juge dans un tribunal national de première instance, avant d'être nommé juge dans une cour d'appel en 1891. Dans cette fonction, il lutte principalement contre la corruption. Il continue à travailler pour une reforme radicale des institutions de l'Islam en Égypte et édite en 1897, son propre traité philosophique (Risālat at-Tawhīd, ou Théologie de l'Unicité).
En 1899, il devient mufti, un titre qu'il conservera jusqu'à sa mort. Dans cette fonction, il a promulgué de nombreuses fatwas, l'une d'elles permettait aux musulmans de déposer leur argent dans des caisses d'épargne légalisant ainsi le prêt à intérêt, tandis qu'une autre autorise les musulmans du Transvaal, en Afrique du Sud, à manger de la viande non Halal.
En 1892, il adhère à la Société de bienfaisance musulmane dont il deviendra président en 1900. Il fonde la même année, la société pour le renouveau des sciences arabes.

## Ses idées réformistes
En 1892, il propose au Khédive Abbas II Hilmi, une réforme de l'enseignement donné à Al-Azhar, et réussit à introduire dans le cursus de l'université les enseignements de sciences modernes avant de se heurter à une forte opposition, qui le pousse à la démission en 1905.
Son traité est principalement adressé aux intellectuels occidentaux, vivant dans un pays musulman ou non. Il a rejeté l'effort de certains de mettre fin à l'ijtihad et la pratique du Taqlid.
Il proclame en effet l'existence du libre arbitre et condamne la doctrine de la prédestination qui favorise le fatalisme. Abduh a enseigné que les lois doivent être adaptées au monde moderne, dans l'intérêt du bien commun, dont les leaders politiques ont perdu le sens. Abduh est persuadé que l'islam peut réussir cette réforme, parce qu'il a confiance dans la raison et la science. Il s'est par ailleurs principalement concentré sur l'éducation, il disait que « l’âme égyptienne est complètement absorbée par la religion, d’une telle manière qu’on ne peut plus les séparer. Si quelqu'un essayait d’éduquer la nation égyptienne sans la religion, c’est comme si un fermier essayait de planter une graine dans un sol non fertile … ses efforts seraient vains ». Abduh affirmait que la foi des ancêtres était raisonnable et pratique. Il critique l'enseignement dispensé à l'université al-Azhar, qu'il a fréquentée et qu'il réformera, et reproche à l'islam de son époque de négliger la spiritualité par excès de juridisme.
Pour lui l'islam est réformable, bien que sa réforme soit entravée par des structures religieuses rigides, imposées par des personnalités religieuses contemporaines. Au contraire d'Ernest Renan, qui accuse l'islam d'être responsable du retard des pays arabes, 'Abduh pense non seulement que l'islam est compatible avec la science et la modernité, mais qu'il est une religion essentiellement rationnelle. Seulement, l'islam a été mal compris et doit être réinterprété. L'un des plus fidèles disciples d'Abduh fut Muhammad Rashid Rida avec qui il participait au journal Al-Manar. Il s'exprima sur l'abolition du califat par Atatürk en 1924, et sur la réforme qu'il pensait nécessaire de l'islam. Mais la pensée de Rachid Rida prendra un tournant plus traditionaliste. Un autre de ses disciples, plus fidèle à l'esprit d'Abduh, est ʿAlī 'Abd al-Raziq.

### Théologie rationnelle
Les idées réformistes de Mohamed 'Abduh sont justifiées par sa pensée théologique.
Son esprit rationaliste le conduit à réhabiliter la théologie rationnelle ou kalâm qui, depuis l'époque d'ar-Razî et al-Ghazali, s'est sclérosée. À l'opposé d'Ibn Taymiyya qui en dénonce l'usage, Abduh valorise l'effort de justification rationnelle déployé par les mutakallimun. Il en définit ainsi l'objectif : « C'est elle (la raison) qui examine la preuve des croyances et des règles de conduite (imposées par la religion) afin de savoir qu'elles émanent vraiment de Dieu ». L'histoire du kalâm doit, à ses yeux, être examinée en tenant compte du contexte historique dans lequel elle s'est développée. Il est l'un des premiers à mettre ainsi en avant le rôle du contexte historique. Cette perspective permet de découvrir le rôle majeur joué par les querelles politiques dans l'évolution de l'islam. Il démontre l'existence de Dieu par la raison. Ce type de preuve était déjà employée par les théologiens asharites. 'Abduh pense que les attributs divins aussi peuvent être connus par la raison. Mais, sur la question du rapport entre l'essence de Dieu et ses attributs, au sujet de laquelle asharites et mutazilites s'étaient querellés au Moyen Âge, il reconnaît une limite aux pouvoirs de la raison et refuse de se prononcer. Ainsi, il redonne vie au questionnement des théologiens de l'âge d'or de l'islam, qui s'était  interrompu au XIVe siècle. Mais il y ajoute une limitation de style kantien aux possibilités de connaître par la raison seule. De ce fait, Mohamed Abduh peut être défini comme un « rationaliste religieux » : il proclame la nécessité du recours à l'analyse critique, mais préserve la foi de prétentions excessives de la raison.

### Les Sources
Il conteste l'autorité de la Tradition - ce qu'on appelle la Sunna ou les hadiths, c'est-à-dire des énoncés qui sont rapportés, non par le Prophète et attribués à Allah, mais attribués au Prophète et rapportés par ses contemporains. Il exprime de fortes réserves, comme d'autres l'ont fait avant lui, quant à l'authenticité de ces dits du Prophète, qui reposent sur la mémoire et la bonne foi des Compagnons de Muhammad.

### Exégèse
Mohamed 'Abduh  entendait aussi renouveler la pratique de l'interprétation (tafsīr) du Coran. Son commentaire repose avant tout sur le bon sens et la raison ('aql),, et vise une interprétation orientée vers la pratique, qui fournisse des règles morales aux musulmans,. Le Coran n'a pas pour but l'édification scientifique ou historique : « Le Coran n'est pas un livre d'histoire », écrit Ismaila Diop. Quand il rapporte des événements, les dates et lieux sont rarement précis. Parce que ce n'est pas l'exactitude des faits qui compte : ces récits ont avant tout une valeur morale symbolique. Le Coran ne prétend pas nous informer sur des faits historiques, mais nous éclairer sur le plan éthique et spirituel. 'Abduh rejette la lecture littéraliste des versets anthropomorphiques. Il préfère expliquer le Texte par lui-même, à la lumière de la raison, plutôt que de s'appuyer sur des traditions contestables. Il faut prendre en compte le contexte de la Révélation, et se rappeler que le Texte s'adresse aux Arabes du VIIe siècle. Mais là aussi, son rationalisme s'arrête à une limite : il préserve la notion de tanzih (transcendance divine), de sorte que, de son point de vue, tout , dans le Coran, n'est pas accessible à l'explication. Par exemple, il ne dit rien des modalités de la vie future - sujet qui avait valu à Avicenne et al-Farābī d'être désignés comme mécréants par al-Ghazali.
Ses idées ont eu une grande influence dans les pays musulmans, surtout en Indonésie et en Algérie où elles ont inspiré l'association des Oulémas algériens.

## Son esprit de fraternité religieuse
Sunnite comme son ami intime Djemâl ad-Dîn al-Afghâni, ils déployaient ensemble de grands efforts pour prôner l'harmonie entre ces deux courants majeurs de l'islam que sont le sunnisme et le chiisme et leurs subdivisions internes. D'une manière générale, il prêchait la fraternité entre tous les courants musulmans, même si dans ses analyses, il critiquait telles ou telles erreurs de certains groupes, comme les superstitions venant du soufisme populaire.
Abduh ne négligeait pas de prêcher pour l'amitié interreligieuse.
Étant donné que la communauté chrétienne des coptes constitue la deuxième communauté religieuse d'Égypte, il déployait des efforts particuliers pour l'amitié islamo-chrétienne. Il avait lui-même de nombreux amis chrétiens et défendait les coptes contre leur stigmatisation, ces derniers ayant été particulièrement ciblés par la colère des foules musulmanes lors de la révolte d'Orabi (en) (1881-1882).

## Œuvres textuelles
- Muḥammad ʿAbduh (trad. de l'arabe), Taḥqīq wa taqdīm al-duktūr Muḥammad ʿAmāraẗ [« تحقيق و تقديم الدكتور محمد عمارة »] [« Enquête et une présentation du Dr Mohamed Emara »], Al-Qāhiraẗ : Dār al-šurūq,,‎ 2009 (ISBN 978-977-420-832-1 (édité erroné), BNF 42416058, lire en ligne)
- Muḥammad ʿAbduh (trad. de l'arabe), Al-islām dīn al-ʿilm wa-al-madaniyyaẗ [« الإسلام دين العلم والمدنية »] [« L'islam est une religion de savoir et de civilisation »], Al-Qāhiraẗ : Dār Miṣr al-maḥrūsaẗ,‎ 2008, 195 p. (BNF 42416058)
- Muḥammad ʿAbduh (trad. de l'arabe), Al-islām wa-al-naṣrāniyyaẗ maʿa al-ʿilm wa-al-madaniyyaẗ [« الإسلام والنصرانيّة مع العلم والمدنيّة »] [« Islam et christianisme avec science et civilisation »], Al-Qāhiraẗ : Dār Miṣr al-maḥrūsaẗ,‎ 1988, 165 p. (BNF 40168023)
- Muḥammad ʿAbduh (trad. de l'arabe), Risālaẗ al-tawḥīd [« رسالة التوحيد »] [« Message d'unité »], Al-Qāhiraẗ : Dār al-Hilāl,,‎ 1980, 182 p. (BNF 40167995)
- (ar) Muḥammad ʿAbduh, The Theology of unity, Londres, G. Allen and Unwin, 1966, 164 p. (BNF 32896940)
- (ar) Muḥammad ʻAbduh, Risālat al-wāridāt fī naẓarīyāt al-mutakalimīn wa-al-ṣūfīyah fī al-falsafah al-ilāhīyah (« Traité des inspirations mystiques »), Le Caire, 1925
- Tafsīr al-Manār (commentaire du Coran).

## Sources
- Benzine, Rachid (2004, 2008). Les Nouveaux Penseurs de l'islam. Éditions Albin Michel.  (ISBN 978-2-226-17858-9)
- Black, Antony (2001). The History of Islamic Political Thought. New York: Routledge.  (ISBN 0-415-93243-2).
- Watt, W. Montgomery (1985). Islamic Philosophy and Theology. Edinburgh: Edinburgh University Press.  (ISBN 0-7486-0749-8).
- Dictionnaire historique de l'islam, Janine Sourdel, Dominique Sourdel, édition Quadrige.
- Khaldi, Souad. L'ijtihad dans la pensée de Mohammad Abduh, Paris, Bayane éditions, 2012.